# Crematogaster longiclava
Crematogaster longiclava är en myrart som beskrevs av Carlo Emery 1893. Crematogaster longiclava ingår i släktet Crematogaster och familjen myror.

## Underarter
Arten delas in i följande underarter:
- C. l. longiclava
- C. l. placens